# 阿邦阿布峇卡
丹斯里阿邦阿布峇卡（1941年6月28日—2023年12月4日），马来西亚政治人物、土保党党员。他曾蝉联国会议员职长达20年。
阿邦阿布峇卡在第四任首相马哈迪·莫哈末在位期间曾担任数个联邦部长职，先是担任国防部副部长（1987年至1990年），接着担任首相署部长（1990年至1999年）。
2023年12月4日，阿邦阿布峇卡在国家心脏中心因心脏衰竭去世，享年82岁。

## 个人荣誉
- 马来西亚：
  -  联邦护国功臣勋章（JMN）（1981年）[5]
  -  联邦王冠效忠领袖勋章（PSM）—丹斯里（2013年）[5]

- 彭亨:
  -  苏丹阿末沙效忠拿督勋章（DSAP）—拿督（1984年）

- 砂拉越：
  -  砂拉越之星国家领袖勋章（PNBS）—拿督斯里（1985年）[5]

- 森美蘭
  -  端姑惹化效忠拿督勋章（DPJT）—拿督（1990年）[5]